# Nagyezsda Anatoljevna Koszinceva
Nagyezsda Anatoljevna Koszinceva (oroszul: Надежда Анатольевна Косинцева, a nemzetközi szakirodalomban Nadezhda Kosintseva) (Arhangelszk, 1985. január 14. –) orosz sakknagymester (GM) (2011), női nagymester (WGM) (2002), csapatban kétszeres olimpiai bajnok és háromszoros Európa-bajnok, Oroszország női sakkbajnoka (2008), U14 korosztályos ifjúsági világbajnok (1998), háromszoros korosztályos ifjúsági Európa-bajnok (1995−U10, 1997−U12, 2000−U18).
A 2010. novemberben elért 2576 Élő-pontjával 2016. novemberben a női sakkozók örökranglistán kilencedik helyén állt.
Testvére Tatyjana Koszinceva szintén erős sakknagymester, 2581 Élő-ponttal a sakk örökranglista hatodik helyezettje.

## Élete és sakkpályafutása

### Családi élete
Férje a német állampolgárságú Leonid Kritz nagymester, akivel 2012. december végén házasodott össze. 2014. januárban született kislányuk. 2013 óta Dallasban a Texas Egyetemen folytat tanulmányokat.

### Ifjúsági eredményei
1995-ben megnyerte az U10 korosztályos sakk-Európa-bajnokságot. 1996-ban a 3. helyen végzett az U12 korosztály Európa-bajnokságán, amely korosztály versenyét 1997-ben megnyerte. Ugyanebben az évben az U14 korosztály világbajnokságán a 2. helyen végzett, majd ennek a korosztálynak a világbajnokságát 1998-ban megnyerte. 1999-ben, 14 éves korában az U18 korosztályos Európa-bajnokságon indult és holtversenyben az 1−3. helyen végezve az ezüstérmet szerezte meg.
2000-ben is az U18 korosztály Európa-bajnokságán indult, és testvérével Tatyjana Koszincevával holtversenyben végeztek az 1−2. helyen, és a holtversenyt eldöntő számítás alapján neki jutott az aranyérem. 2001-ben az U20 korosztályos junior világbajnokságon bronzérmet szerzett. 2002-ben ugyanezen a versenyen fél ponttal lemaradva az élen végzett Csao Hszüe és Kónéru Hanpi mögött ismét bronzérmes lett. Ugyanebben az évben részt vett Oroszország U18 korosztályos fiú bajnokságán, ahol az élen holtversenyben végzett három versenyző mögött fél ponttal lemaradva a 4−8. helyen végzett.

### Felnőtt versenyeken
2001-ben indult először a női Sakk-Európa-bajnokságon, ahol a középmezőnyben végzett. 2004-ben Oroszország női bajnokságán bronzérmet szerzett. Ugyanebben az évben a Svájcban rendezett nemzetközi mesterversenyen az élen végző négyestől fél ponttal lemaradva, a legjobb női versenyzőként holtversenyben az 5. helyet szerezte meg.
2005-ben Jekatyerina Lagnóval holtversenyben az 1−2. helyen végzett az Európa-bajnokságon, a rájátszás után ezüstérem jutott neki. Ugyanebben az évben a sakktörténet egyik leerősebb női versenyén, a North-Urals Cup-on Kónéru Hanpi, Hszü Jü-hua  és Alekszandra Kosztyenyuk mögött a negyedik helyen végzett. A 2006-os North Urals Cup versenyen Jekatyerina Lagno és Csu Csen mögött a harmadik helyet szerezte meg. Ebben az évben az orosz női szuperbajnokság döntőjében holtversenyben a 2−4. helyen végzett. 2007-ben testvére mögött a magyar színekben versenyző Hoang Thanh Tranggal és a bolgár exvilágbajnok Antoaneta Sztefanovával holtversenyben a 2−4. helyen végzett a női sakk-Európa-bajnokságon, ahol bronzérmet szerzett.
2008-ban megnyerte Oroszország női bajnokságát. 2009-ben a második helyen végzett.
2010-ben a Bielben rendezett 43. sakkfesztiválon az erős férfimezőnyben a második helyet szerezte meg. 2011-ben a Kantonban rendezett női nagymesterversenyen Csü Ven-csün és Drónavalli Hárika mögött holtversenyben Csao Hszüével a 3−4. helyen végzett. 2012-ben az orosz női sakkbajnokságon a 2−3. helyet szerezte meg.
2013 óta az Amerikai Egyesült Államokban tanul, és ottani versenyeken vesz részt. 2013-ban a 79. Annual Southwest Openen a 3−4., 2014-ben a 80. versenyen a 2−4. helyen végzett.

### Eredményei a világbajnokságokon

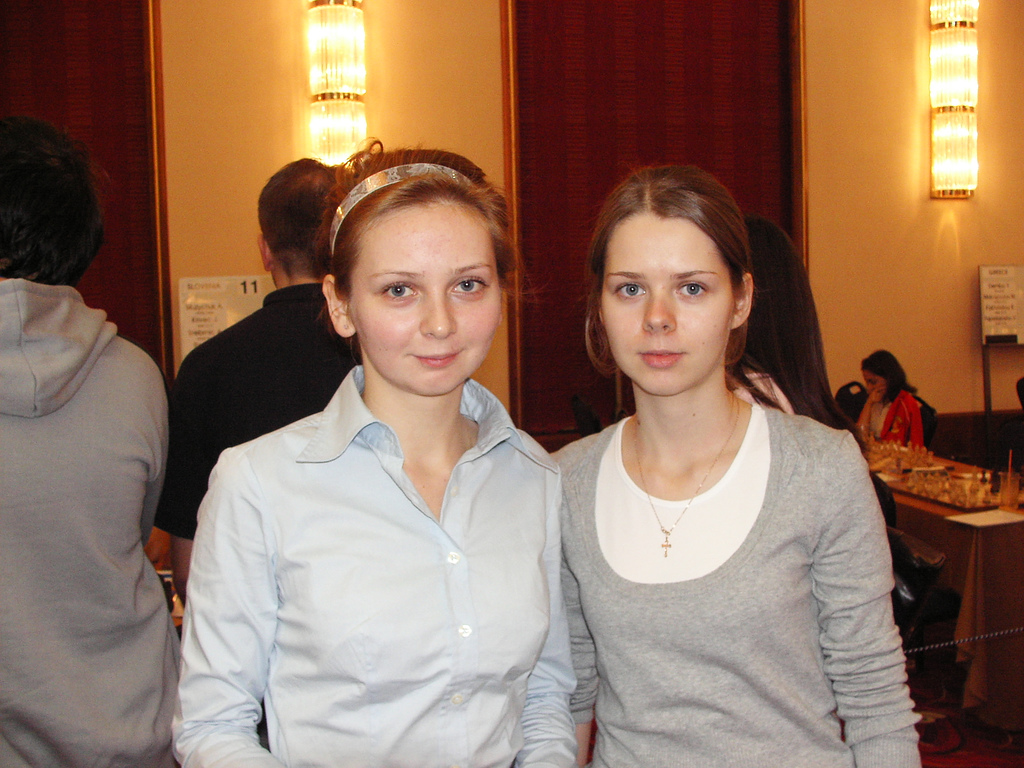
A Koszinceva testvérek

A 2004-es női sakkvilágbajnokságon indulhatott először a felnőtt világbajnoki címért, és a második körig jutott, ahol az ukrán Natalija Zsukova ütötte el a továbbjutástól.
A 2006-os női sakkvilágbajnokságon az 1. körben kapott ki a kínai Hou Ji-fantól.
A 2008-as kieséses rendszerű sakkvilágbajnokságon a második körben legyőzve a litván Viktorija Čmilytė a 3. körben esett ki, miután rájátszás után vereséget szenvedett a kínai Sen Jangtól.
A 2012-es női sakkvilágbajnokságon a magyar színekben játszó Hoang Thanh Trang, majd testvére Tatyjana Koszinceva legyőzése után a negyeddöntőig jutott, ahol a világbajnoki címet is megszerző ukrán Anna Usenyina ütötte el a továbbjutástól.
A 2013-as női sakkvilágbajnoki ciklusban Élő-pontszáma alapján indulási jogot szerzett a FIDE Women's Grand Prix 2011–12 versenysorozatán való részvételre. 2011. augusztusban Rosztovban az 5. helyet szerezte meg, októberben Nalcsikban a 6−9. helyen végzett, 2012. júniusban Kazanyban 9−10., júliusban Jermukban a 2−4. helyet szerezte meg. A versenysorozat összesítésében ezekkel az eredményekkel a nyolcadik helyen végzett.

## Eredményei csapatban

### Sakkolimpia
2004−2012 között öt alkalommal vett részt Oroszország válogatottjában a sakkolimpián. 2004-ben a csapat bronzérmes lett, egyéni teljesítménye alapján aranyérmet szerzett. A 2006-os sakkolimpián csapatban ezüstérmes, a 2008-as sakkolimpián egyéniben aranyérmes volt. A 2010-es és a 2012-es sakkolimpián az orosz válogatottal csapatban és egyéniben is aranyérmet szerzett.

### Sakkcsapat-világbajnokság
A Sakkcsapat világbajnokságokon 2007−2011 között Oroszország válogatottjának tagjaként vett részt. A csapat mindhárom alkalommal ezüstérmet szerzett. Egyéniben 2009-ben a második táblán elért eredményéért egy arany- és egy ezüstérmet kapott.

### Sakkcsapat-Európa-bajnokság
2005−2011 között Oroszország válogatottjában szerepelt a sakkcsapat Európa-bajnokságokon. 2005-ben csapatban bronzérmet nyert. A csapat ezt követően 2007-ben, 2009-ben és 2011-ben aranyérmet szerzett. Egyéni teljesítménye alapján 2007-ben bronzérmes, 2009-ben aranyérmes volt.

### Klubcsapatok Európa Kupája
A Klubcsapatok Európa-kupájában 2006-ban az AVS Krasznoturinszk csapatával csapatban és egyéniben is bronzérmes lett. 2008-ban a Spartak Vidnoe csapatával csapatban ezüstérmes; 2009-ben csapatban arany-, egyénileg ezüstérmet szerzett.

## Játékereje
A Nemzetközi Sakkszövetség (FIDE) világranglistáján 2016. novemberben az Élő-pontszáma 2483, amellyel a 18. helyen állt. Legmagasabb Élő-pontszáma 2576 volt 2010. novemberben, amellyel 2016. novemberben a sakkozók örökranglistája kilencedik helyén állt. A legjobb világranglista helyezése a 4. hely volt, amelyet 2011. május és szeptember között foglalt el.

## Díjai, elismerései
- Caissa-díj (Az év női sakkozója) (2010)[38]